# Dvižni most (grad)
Dvižni most ali vlečeni most je vrsta premičnega mostu, običajno povezana z vhodom v grad, ki je obdan z jarkom.

## Grajski dvižni most
Srednjeveški gradovi so bili praviloma obdani z obrambnim ali grajskim jarkom, ki ga prečka leseni most.  V zgodnjih gradovih je bil lahko oblikovan tako, da so ga uničili ali odstranili v primeru napada, vendar je dvižni most postal zelo pogost. Tipična ureditev je bila, da je bil dvižni most zunaj vhodnega poslopja. Sestavljen je bil iz lesenega krova s tečaji na enem robu ali zasučnim vzvodom na pragu vhodnega poslopja, tako da je bil v dvignjenem položaju most poravnan proti vratom in tvoril dodatno oviro za vstop. Bil je podprt z enimi ali več dvižnimi ali običajnimi vrati. Dostop do mostu se lahko upiral z izstrelki iz mašikul ali izlivnih pomolov od zgoraj ali s puščicami skozi reže ali strelnice v spremljajočih stolpih.
Most se dviga ali spusti s pomočjo vrvi ali verig, pritrjenih na vitel v komori v vhodnem poslopju nad vrati oziroma prehodom. Le zelo lahek most se lahko dvigne na ta način, ne da bi potrebovali katero koli obliko protiuteži. Običajno je mogoče najti le nekaj oblik naprav za dvigovanje. Most se lahko razširi v prehodu vrat zunaj obračalne točke, bodisi nad jaškom v katerem lahko notranji del zaniha (zagotavlja dodatno oviro napadom) ali v obliki protiutežmig žarkov, ki padajo v reže v tla.
Dvižna veriga je lahko sama pritrjena na protiutež. V nekaterih primerih težo zagotavljajo dvižna vrata, kot na primer v gradu Alnwick v severovzhodni Angliji. Od 14. stoletja je bila ureditev dviga določena z dvigom roke (imenovane "deblo") nad in vzporedno z mostom, katere konci so povezani z verigo do konca dvižnega mostu; dvignjeno bi se deblo prilegalo v reže v steni vhodnega poslopja, ki jih je pogosto še vedno videti, kot pri gradu Herstmonceux. V notranjosti gradu so bila debla razširjena in nosila protiuteži ali bi lahko tvorila stranske stebre za zajetna vrata, ki bi bila v nasprotju s streho le prehod, ko bi bil dvižni most spuščen, a bi jih zaprli pred vratnim lokom, ko bi bil most dvignjen. 
V Franciji so dvižni mostovi ohranjeni pri številnih gradovih, vključno z Château du Plessis-Bourré.  V Angliji sta ostala dva delujoča dvižna mostova v redni uporabi na Helmingham Hall, in sega v zgodnje šestnajsto stoletje.

### Obračalni most
Most, ki se zasuče na osrednjih klinih se imenuje tudi obračalni most, in lahko ima ali pa ne sprožilne verige značilne za dvižni most. Notranji konec protiuteži se lahko potopi v jamo v vhodnem prehodu in ko je horizontalni most pogosto podprt z debelim klinom, vstavljenim skozi stranske stene. To je bila nerodna rešitev, zato si veliko obračalnih mostov nadomestili z bolj naprednimi dvižnimi. 